# Morman av Bretagne
Morman av Bretagne, död 818, var kung av Bretagne mellan 814 och 818.